# Université de Patna
L'université de Patna, la première université du Bihar, a été fondée le 1er octobre 1917 pendant le Raj britannique et est la sixième plus ancienne université du sous-continent indien. A cette époque, la juridiction de l'université s'étendait au Bihar, à Odisha et au royaume du Népal. L'université a supervisé les examens des établissements d'enseignement, depuis les examens de fin d'études jusqu'aux examens de troisième cycle. Cela a duré presque quatre décennies, jusqu'à la création de l'université Tribhuvan, à Katmandou, et de l'université Utkal (en), à Bhubaneshwar.

## Historique
L'université de Patna a été fondée en 1917 en tant qu'organisme d'affiliation et d'examen. Le 2 janvier 1952, elle a été convertie en une université résidentielle à vocation purement pédagogique, avec la juridiction territoriale sur la région métropolitaine de Patna. C'est l'une des plus anciennes universités de l'Inde. C'est la première université du Bihar et la septième plus ancienne du sous-continent. Les bâtiments universitaires sont pour la plupart situés sur les rives du Gange et sur le campus de Saidpur.

## Organisation
L'université est une institution affiliée et a sa juridiction sur la zone métropolitaine de Patna. Onze collèges sont affiliés à cette université.

## Facultés et départements
L'université de Patna compte 30 départements organisés en huit facultés : sciences, sciences humaines, commerce, sciences sociales, éducation, droit, beaux-arts et médecine.

### Faculté des sciences
Cette faculté comprend les départements de physique, de chimie, de mathématiques, de botanique, de zoologie, de statistique et de géologie.

### Faculté des sciences humaines
Cette faculté comprend les départements d'anglais, d'hindi, de bangla, de sanskrit, de maithili, de persan, de philosophie, d'arabe et d'urdu.

### Facultés des sciences sociales
Cette faculté comprend les départements d'histoire, de géographie, de psychologie, d'histoire et d'archéologie de l'Inde ancienne, d'économie, de gestion personnelle et de relations industrielles, de sociologie, de sciences politiques et d'administration publique.

### Facultés de droit, d'éducation, de commerce, des beaux-arts et de médecine
Chacune de ces facultés ne comprend qu'un seul département, soit respectivement, le droit, l'éducation, le commerce, les beaux-arts et le BDS.

## Enseignement traditionnel et à distance
L'université et ses collèges et institution affiliés offrent des cours de premier cycle et de deuxième cycle dans différents domaines comme le droit, la formation des enseignants, les sciences, les arts, le commerce, la médecine et le génie. L'admission à ces cours est principalement basée sur les résultats du niveau secondaire supérieur (10+2) et de l'obtention du diplôme (10+2+3), respectivement. Les candidats aux programmes de niveau recherche doivent se présenter à un test de qualification (RET) suivi d'un entretien. Depuis 1974, l'université dispose également d'une Direction de l'enseignement à distance pour la réalisation d'études de troisième cycle en enseignement à distance.

## Bibliothèque et centre informatique
L'université de Patna dispose d'une bibliothèque centrale et d'un centre informatique. La Bibliothèque centrale possède une collection de 400 000 volumes qui comprend des manuels scolaires et des ouvrages de référence, ainsi que 87 périodiques et 50 000 revues anciennes. Il possède également plus de 5 000 manuscrits rares et anciens de grande valeur qui sont surtout utilisés par les chercheurs. La bibliothèque travaille à l'établissement d'un centre de ressources électroniques et d'installations de revues électroniques, ainsi qu'à la transformation en une bibliothèque numérique. Il est ouvert 24 heures sur 24 pour les étudiants.
Le Centre universitaire d'informatique offre le diplôme d'études supérieures en application informatique (PGDCA) et en bio-informatique.